# Campeonato Piauiense de Futebol de 2003
O Campeonato Piauiense de Futebol de 2003 foi o 63º campeonato de futebol do Piauí. A competição foi organizada pela Federação de Futebol do Piauí (FFP) e o campeão foi o Flamengo.

## Premiação
| Campeonato Piauiense de 2003   |
| ------------------------------ |
| FLAMENGO Campeão (16.º título) |